# 澳洲板塊
澳洲板塊（Australian Plate）是南半球一個主要板塊，原為岡瓦那大陸的一部分，直到大約1億年前，因印度板塊開始向北移動，澳洲板塊才與印度板塊、南極洲板塊相連。8500萬年前，澳洲板塊開始與南極洲板塊分開，到大約4500萬年前才完全分離。隨後，澳洲板塊與印度板塊在印度洋下方相互接合，形成印度-澳洲板塊。然而，最近的研究表明這兩個板塊將會再次分裂，預估完全分離至少需300萬年或更長的時間。目前，澳洲板塊包括整個澳大利亞洲與塔斯馬尼亞島，以及一部分的新幾內亞、紐西蘭、印度洋。

## 地理位置
澳洲板塊的北邊及東邊與太平洋板塊相聚合著，太平洋板塊隱沒到澳大利亞板塊下方的區域形成東加海溝和克馬得海溝，以及平行於海溝的東加及克馬得群島兩島弧。
同時，兩版塊相交也對紐西蘭北島的東部地區造成地形起伏上升。西蘭大陸自8500萬年前與澳洲板塊分離，目前已經有94%的區域已被海水淹沒，只有紐西蘭亞南極群島、新喀里多尼亞及一些其餘島嶼還浮於水面上，此處同時為澳洲板塊與太平洋板塊相錯移而形成阿爾卑斯斷層。
位於紐西蘭以南的澳洲板塊與太平洋板塊形成一過渡相錯移收斂邊界，形成麥夸里斷層帶。接著，澳洲板塊開始沿著普伊斯哥海溝隱沒到太平洋板塊下。 向普伊斯哥海溝西南方延伸為麥覺理洋脊（Macquarie Ridge）。澳洲板塊南邊與南極洲板塊分離的邊界為印度洋東南海嶺。
澳洲板塊與歐亞板塊隱沒緩衝帶區域，於印度尼西亞一帶以華萊士線分隔亞洲與澳洲的生物相。儘管以東的印度尼西亞島與雖然仍屬於歐亞板塊的一部分，但在生物相上屬澳洲生物相。
華萊士線以西區域為巽他陸棚東南端。

## 起源
根據巴蘭山群（Mount Barren Group）南緣的尤岡克拉通所做的鋯石定年分析顯示，大約在16億9600萬年前，皮爾布拉－尤岡克及尤岡克－高勒兩克拉通相撞，聚集成為原始的澳洲大陸。